# Juan Sánchez (pintor)

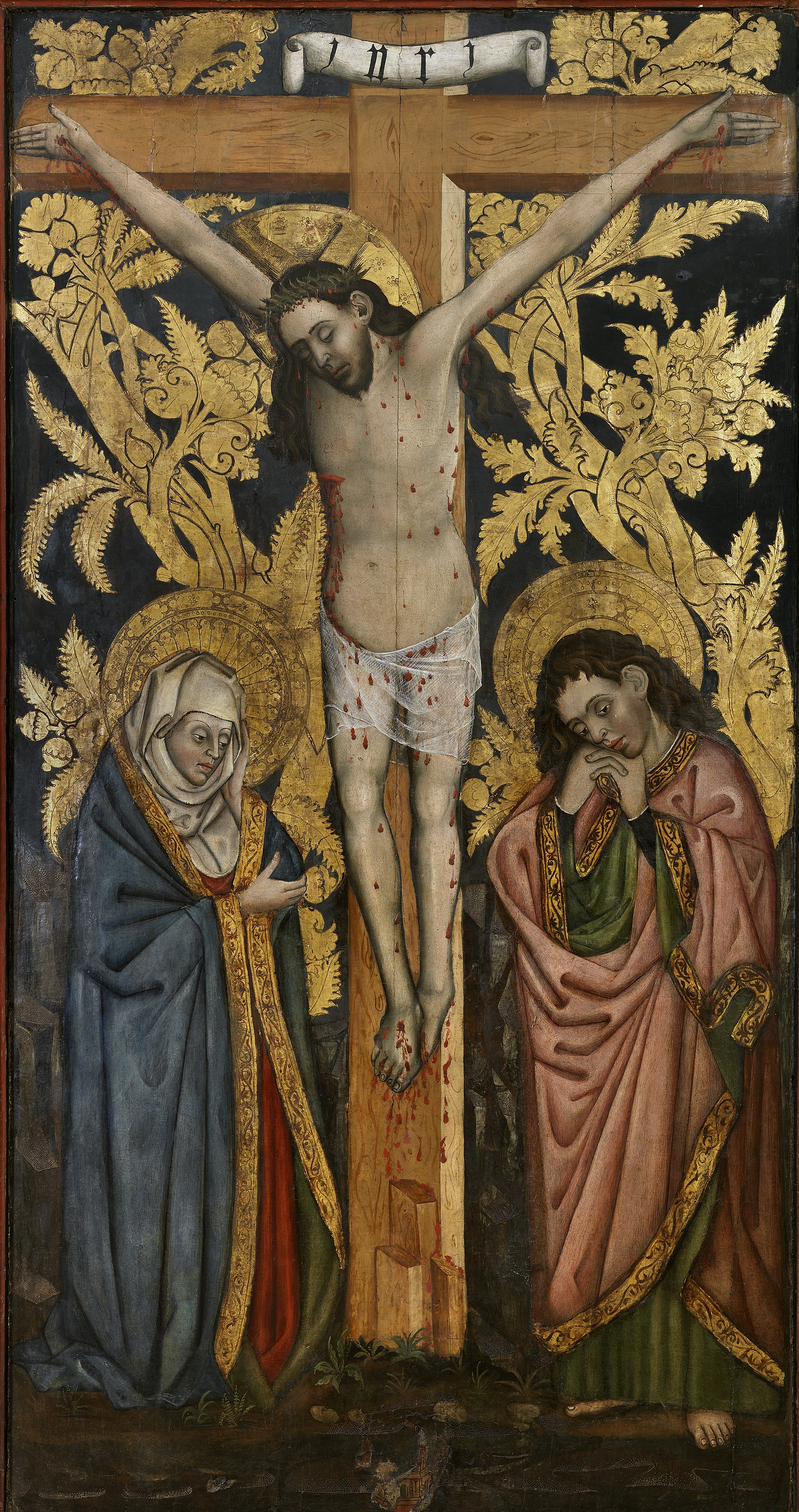
La Crucifixión, técnica mixta sobre tabla, 232 x 120 cm, Madrid, Museo del Prado

Juan Sánchez (fl. 1440-1470) fue un pintor gótico español activo en Burgos.

## Biografía
Maestro de transición del gótico internacional al hispanoflamenco, al que Chandler R. Post llamó «maestro de las Figuras Anchas», se le documenta entre 1463 y 1465 ocupado en la pintura del primitivo retablo mayor del monasterio de Oña, parcialmente conservado en el propio monasterio, con temas de la infancia de Cristo y de su Pasión, la Misa de san Gregorio, asuntos veterotestamentarios y santos. El estilo narrativo de sus figuras y su disposición en primer plano, llenando todo el ancho de la tabla, ha sido reconocido en algunas otras obras del área burgalesa, entre ellas un San Antón guardado en la catedral, el Descendimiento y el Entierro de Cristo de Santa María del Campo, las tablas de un retablo de la Virgen en Presencio y la Crucifixión, obra independiente con su marco original adquirida por el Museo del Prado en 2002.